# Michél Philippot
Michél Philippot (* 2. Februar 1925 in Verzy; † 28. Juli 1996 in Vincennes) war ein französischer Komponist und Musikpädagoge.

## Leben
Philippot interessierte sich für theoretische Physik und begann ein Mathematikstudium in Toulouse. Wegen Aktivitäten in der Résistance wurde er 1942 von der Polizei des Vichy-Regimes verhaftet, wurde aber nach einem Prozess auf Grund seines jugendlichen Alters bald aus der Haft entlassen. Danach begann er am Konservatorium von Reims ein Studium von Harmonielehre und Kontrapunkt. Von 1945 bis 1948 setzte er seine Ausbildung am Pariser Konservatorium bei Georges Dandelot fort. Daneben nahm er von 1946 bis 1950 privaten Kompositionsunterricht bei René Leibowitz, der ihn in die Musik der Neuen Wiener Schule einführte.
Ab 1949 bis 1959 war Philippot Musikproduzent beim ORTF. 1959 wurde er Assistent von Pierre Schaeffer in der Groupe de recherches musicales, später war er auch Mitarbeiter von Henri Barraud bei France Culture. Von 1964 bis 1972 war er Leiter der Musikabteilung bei Radio France, danach technischer Berater des Generaldirektors des Senders und des Präsidenten des Institut national de l’audiovisuel (INA). Daneben wirkte er als Professor für Musikwissenschaft und -ästhetik an der Université Paris 1 Panthéon-Sorbonne und der Universität Paris IV sowie ab 1970 für Komposition am Pariser Konservatorium.
1976 ging er nach Brasilien, wo er an der Universidade de São Paulo die Fakultät für Musik gründete und an der Universidade Federal do Rio de Janeiro unterrichtete. Nach seiner Rückkehr nach Frankreich 1983 nahm er seine Tätigkeit beim INA und am Pariser Konservatorium wieder auf, wo er bis 1990 unterrichtete. Zu seinen Schülern zählten u. a. Marc-André Dalbavie, Laurent Martin, Hinoharu Matsumoto, Gilles Raynal, Jean-Claude Wolff, Brice Pauset, Denis Cohen, Philippe Manoury und Nicolas Bacri.
Als Komponist verwendete Philippot vorrangig mathematische Modelle und war ein Vertreter der seriellen Musik. Er lehnte literarische Einflüsse und Titel ab und widmete sich fast ausschließlich den instrumentalen Genres, wobei er deutlich traditionelle Instrumente bevorzugte: In kaum einem Dutzend seiner Kompositionen setzte er Tonband oder Elektronik ein. Außerdem verfasste er u. a. eine Monographie über Igor Strawinski (1965) und das Buch Diabolus in musica über Beethovens Diabelli-Variationen. Ausgezeichnet wurde Philippot u. a. mit dem Grand Prix national de la musique und der Präsidentschaft der Académie Charles-Cros.

## Werke
- Étude de musique concrète no 1, 1957
- Étude de musique concrète no 2, 1958
- Pièce pour 10 instruments, 1961
- Étude de musique concrète no 3, 1962
- Composition pour orchestre à cordes no 1, 1959
- Composition pour double orchestre, 1960
- Sonate pour orgue, 1971
- Sonate pour piano no 2, 1973
- Passacaille pour 12 instruments, 1973
- Pièce pour violon seul no 1, 1965
- Pièce pour violon seul no 2, 1975
- Pièce pour violon seul no 3 1976
- La, toute la, rien que la für Sopran, Klarinette, Perkussion und Tonband, 1976
- Quatuor à cordes no 1, 1976
- Pièce pour alto et piano, 1978
- Quatuor à cordes no 2, 1982
- Carrés magiques, 1983
- Concerto für Violine, Viola und Orchester, 1984
- Quatuor à cordes no 3, 1985
- Quatuor à cordes no 4, 1988
- Contrapunctus X für 10 Instrumente, 1994